# 出羽疾風龍二
出羽疾風 龍二（でわはやて りゅうじ、1989年1月31日 - ）は、愛知県岡崎市出身で出羽海部屋に所属した元大相撲力士。身長176cm、体重128kg。本名は鈴木 竜一（すずき りゅういち）。最高位は東十両9枚目（2016年5月場所）。好物はオムライス、趣味はスポーツ全般（特に格闘技観戦）。

## 来歴
2人兄弟の弟として生まれた。岡崎市立六ツ美北部小学校3年次から岡崎市立六ツ美北中学校卒業まで野球に親しんでいた。守備位置は主に左翼手だった。ボクシング観戦を趣味としていた兄の影響を受けて格闘技に興味を抱き、父親が好角家だったため、中学校3年の修学旅行の際に自由行動で出羽海部屋の稽古を見学した。一番下の力士になら勝てるのではないかと思い、当時の出羽海（関脇・鷲羽山）に入門を希望した。2003年8月に体験入門で初めて廻しを締めたところ全く勝つことは出来なかったが、意志は固く入門への決意は揺らぐことなく、2004年3月場所に鈴の海の四股名で初土俵を迎えた。同期生には豊真将、木村山、磋牙司、里山、大岩戸らがいる。また、平成生まれ初の力士の一人として初土俵に立った。部屋付きの中立（元小結・小城錦）から「親方衆にアドバイスされたことを、自分なりの解釈でやろうとしている。」と評される有望株であり、稽古と研究の成果として前ミツ相撲での寄りや投げで白星を多く上げる形で表われている。早い相撲を取れという先代師匠の思いが籠っている「出羽疾風」の四股名の通りに相手の懐に素早く飛び込んで攻める部分もあり、本人も「先代のように、小さくても動き回って相手を翻弄する相撲を取りたい。どんどん上を見て頑張りたい」と自覚するところを語ったことがある。2006年7月場所から2011年1月場所まで出羽疾風竜一の四股名で土俵に上がり、2011年5月技量審査場所からは下の名前を龍二に改名した。改名した2011年5月場所に西三段目4枚目だった番付は同年9月場所に自己最高位の西幕下19枚目まで上昇し、以降幕下から落ちる事無く2013年9月場所には東幕下5枚目まで番付を上げ、関取昇進が期待される地位まで近づいた。
2014年3月に通信教育で日本放送協会学園高等学校（現在のNHK学園高等学校）を卒業した。同年5月場所は西幕下11枚目の地位で5勝2敗の成績を挙げて翌7月場所は最高位を西幕下4枚目まで上げる。この場所は4勝3敗の勝ち越しを収めるも、場所後の十両昇進は番付上位の幕下力士4人にさらわれた。その次の9月場所は東幕下2枚目まで最高位を更新し、この場所も4勝3敗とすると、場所後の番付編成会議で新十両昇進が決定した。出羽海部屋からは普天王が2010年に幕下へ落ちて関取が不在となって以来、4年ぶりの関取復活となった。新十両会見では辞めたくなるたびに母親に電話すると「つらかったら、いつでも帰っておいで」と言う声にかえって耐える気力が湧き出たことなどを話した。愛知県からの新十両は、2010年11月場所の明瀬山以来戦後25人目であった。しかしこの場所の2日目には栃飛龍戦で突き落としに敗れた際に足首を負傷し、3日目より途中休場した。全治2週間の診断が下った怪我であったが、6日目から再出場した。結果として場所を5勝8敗2休で終えた（うち1敗は不戦敗）。
幕下に陥落した2015年1月場所も負け越したが、続く3月場所では東幕下13枚目で7戦全勝とし、自身初の各段優勝となる幕下優勝を果たした。翌5月場所では十両に復帰し、自己最高位を更新する東十両12枚目の地位についた。この場所の3日目から3日間、母親が上京して観戦したが場所成績は4勝11敗と振るわず幕下へ戻ることとなった。入れ替わりで弟弟子の御嶽海が十両、そして幕内へと上がっていく中で3場所の幕下暮らしとなったが、幕内に定着して母を東京に呼んで2人で暮らすことを目標として奮起した。同年11月場所を東幕下4枚目で4勝3敗とすると、十両下位の成績不振者が多かったこともあり、2016年1月場所で十両に復帰することになった。
この場所では8勝7敗と関取として初めての勝ち越しを決めた。3月場所も9勝6敗と勝ち越して自己最高位を東十両9枚目まで更新するが、5月場所から4場所連続負け越して2017年1月場所は東幕下17枚目まで番付を下げ、この場所は5勝2敗と5場所ぶりに勝ち越した。3月場所では6番目を終わって5勝1敗の好成績であり、13日目に組まれた7番目の阿炎（阿炎は6連勝だったが星違いで組まれた）戦に勝てば、自身も含めた6勝1敗8人による優勝決定戦になるところだったが、敗れてしまい幕下優勝はならなかった。
2018年1月場所は西幕下13枚目の地位で6勝1敗であったが、幕下で1場所6勝以上を挙げたのは2015年3月場所（上述）以来だった。前廻しを引いての攻めが鋭く、本人は「場所に入ったら体がよく動いてくれた。今場所はあまり緊張せず、自分の相撲を取ることができた」と納得していた。
2019年5月場所限りで現役引退し、同年5月25日に日本相撲協会から引退が発表された。9月1日に断髪式が開催され、部屋の弟弟子の御嶽海ら約200人が出席した。「入門した時は三段目にも上がれないと思った。多くの人に支えられて幸せだった。恩返しをしていきたい」と感想を述べ、今後鍼灸師などの資格取得を目指す意向を示した。

## 主な成績
- 通算成績：348勝324敗6休 勝率.518
- 十両成績：34勝52敗2休 勝率.395
- 現役在位：91場所
- 十両在位：6場所
- 各段優勝
  - 幕下優勝：1回（2015年3月場所）

### 場所別成績
| | 一月場所 初場所（東京） | 三月場所 春場所（大阪） | 五月場所 夏場所（東京） | 七月場所 名古屋場所（愛知） | 九月場所 秋場所（東京） | 十一月場所 九州場所（福岡） |
| --- | ----------------------- | ----------------------- | ----------------------- | --------------------------- | ----------------------- | --------------------------- |
| 2004年 （平成16年） | x                       | （前相撲）              | 西序ノ口30枚目 5–2      | 東序二段111枚目 2–5         | 西序ノ口7枚目 4–3       | 西序二段98枚目 4–3          |
| 2005年 （平成17年） | 西序二段71枚目 2–5      | 西序二段104枚目 5–2     | 西序二段51枚目 3–4      | 東序二段71枚目 3–4          | 西序二段94枚目 5–2      | 東序二段51枚目 2–5          |
| 2006年 （平成18年） | 東序二段86枚目 6–1      | 東序二段10枚目 3–4      | 西序二段34枚目 2–5      | 西序二段67枚目 3–4          | 西序二段91枚目 5–2      | 西序二段47枚目 5–2          |
| 2007年 （平成19年） | 東序二段9枚目 5–2       | 東三段目78枚目 3–4      | 東三段目95枚目 4–3      | 西三段目74枚目 4–3          | 東三段目55枚目 3–4      | 東三段目73枚目 3–4          |
| 2008年 （平成20年） | 東三段目84枚目 3–4      | 東三段目97枚目 6–1      | 西三段目36枚目 3–4      | 東三段目53枚目 4–3          | 西三段目37枚目 5–2      | 東三段目8枚目 5–2           |
| 2009年 （平成21年） | 西幕下50枚目 2–5        | 東三段目14枚目 5–2      | 西幕下50枚目 1–6        | 東三段目26枚目 4–3          | 西三段目13枚目 3–4      | 西三段目26枚目 4–3          |
| 2010年 （平成22年） | 西三段目15枚目 4–3      | 西三段目5枚目 2–5       | 東三段目29枚目 4–3      | 西三段目16枚目 5–2          | 西幕下50枚目 3–4        | 東三段目筆頭 3–4            |
| 2011年 （平成23年） | 西三段目17枚目 4–3      | 八百長問題 により中止   | 西三段目4枚目 5–2       | 西幕下33枚目 5–2            | 西幕下19枚目 3–4        | 西幕下24枚目 4–3            |
| 2012年 （平成24年） | 西幕下20枚目 2–4–1      | 西幕下34枚目 4–3        | 東幕下30枚目 3–4        | 東幕下36枚目 3–4            | 西幕下46枚目 3–4        | 西幕下57枚目 4–3            |
| 2013年 （平成25年） | 西幕下48枚目 6–1        | 東幕下20枚目 5–2        | 西幕下9枚目 4–3         | 西幕下7枚目 4–3             | 東幕下5枚目 2–5         | 西幕下14枚目 4–3            |
| 2014年 （平成26年） | 西幕下10枚目 3–4        | 西幕下15枚目 4–3        | 西幕下11枚目 5–2        | 西幕下4枚目 4–3             | 東幕下2枚目 4–3         | 東十両14枚目 5–8–2          |
| 2015年 （平成27年） | 西幕下3枚目 2–5         | 東幕下13枚目 優勝 7–0   | 東十両12枚目 4–11       | 西幕下4枚目 4–3             | 東幕下筆頭 3–4          | 東幕下4枚目 4–3             |
| 2016年 （平成28年） | 西十両14枚目 8–7        | 東十両13枚目 9–6        | 東十両9枚目 7–8         | 東十両11枚目 3–12           | 東幕下5枚目 2–5         | 東幕下12枚目 3–4            |
| 2017年 （平成29年） | 東幕下17枚目 5–2        | 西幕下10枚目 5–2        | 東幕下7枚目 3–4         | 東幕下13枚目 4–3            | 東幕下11枚目 4–3        | 西幕下9枚目 3–4             |
| 2018年 （平成30年） | 西幕下13枚目 6–1        | 東幕下2枚目 3–4         | 西幕下5枚目 3–4         | 西幕下9枚目 3–4             | 東幕下14枚目 3–4        | 西幕下22枚目 4–3            |
| 2019年 （平成31年 /令和元年） | 東幕下16枚目 4–3        | 西幕下9枚目 1–3–3       | 西幕下30枚目 引退 4–3–0 | x                           | x                       | x                           |
| 各欄の数字は、「勝ち-負け-休場」を示す。 優勝 引退 休場 十両 幕下 三賞：敢=敢闘賞、殊=殊勲賞、技=技能賞 その他：★=金星 番付階級：幕内 - 十両 - 幕下 - 三段目 - 序二段 - 序ノ口 幕内序列：横綱 - 大関 - 関脇 - 小結 - 前頭（「#数字」は各位内の序列） |                         |                         |                         |                             |                         |                             |

## 改名歴
- 鈴の海 竜一（すずのうみ りゅういち）2004年3月場所 - 2006年5月場所
- 出羽疾風 竜一（でわはやて りゅういち）2006年7月場所 - 2011年1月場所
- 出羽疾風 龍二（でわはやて りゅうじ）2011年5月技量審査場所 - 2019年5月場所